# ألتون براون
ألتون براون (بالإنجليزية: Alton Brown)‏ هو لاعب كرة قاعدة أمريكي، ولد في 16 أبريل 1925 في نورفولك في الولايات المتحدة، وتوفي في 10 يناير 2016 في فرجينيا بيتش في الولايات المتحدة.

## وصلات خارجية
- ألتون براون على موقع دوري كرة القاعدة الرئيسي (الإنجليزية)
- ألتون براون على موقعبيزبول رفرنس.كوم (الدوري الرئيسي) (الإنجليزية)
- ألتون براون على موقعبيزبول رفرنس.كوم (الدوري الثانوي) (الإنجليزية)